# Замок Парсберг
Парсберг (нем. Burg Parsberg) — бывшая резиденция рода Парсбергов, которая расположена в городе Парсберг (Верхний Пфальц).

## Исторический обзор
Впервые упоминается в 1205 году как Castrum Bartesperch.
В 1314 году Дитрих фон Парсберг принял участие в восстании пфальцграфа Рудольфа I против своего брата герцога Людвига Баварского. Последний разрушил замок после короткой осады.
Впоследствии замок был восстановлен на холме.
В конце XVI века укрепления были расширены, а также возведен Верхний замок с его характерными башнями, увенчанными куполами-маковками.
В 1632 году в ходе Тридцатилетней войны замок был разрушен, вероятно, шведами.
В середине XVII веке замок был заново отстроен, а Нижний замок расширен.
В XIX веке замок стал официальным местом заседания местного суда Парсбурга, Фельбурга и Лупбурга.
С 1918 года замок передан Свободному государству Бавария.
После упразднения района Парсбурга в результате реформы местного самоуправления замок оставался неиспользованным до 1974 года. В 1974 году замок, который находился в собственности города Парсбурга, сдавался в аренду. Его использовали для мероприятий, которые проводила городская власть. В 1980 году городская администрация переехала из замка в здание нынешней мэрии.
С 1981 года в Нижнем замке выставлены экспонаты Музея фольклора и новейшей истории, одного из виднейших музейных заведений Баварии.